# محمد حسن أنصاريفرد
محمد حسن أنصاريفرد (بالفارسية: محمدحسن انصاری‌فرد) هو رائد أعمال ومدرب كرة قدم ولاعب كرة قدم إيراني في مركز الوسط، ولد في 9 سبتمبر 1962 في طهران في إيران. شارك مع منتخب إيران لكرة القدم. أما مع النوادي، فقد لعب مع نادي برسبوليس ونادي شاهين طهران ونادي كشاورز.